# 北久里浜駅
北久里浜駅（きたくりはまえき）は、神奈川県横須賀市根岸町二丁目にある、京浜急行電鉄久里浜線の駅である。駅番号はKK66。

## 年表
- 1942年（昭和17年）12月1日 - 東京急行電鉄（大東急）久里浜線開通に伴い昭南駅として開業。日本軍占領下のシンガポールの日本名から駅名が採られた[1]。
- 1948年（昭和23年）
  - 2月1日 - 湘南井田駅に改称。
  - 6月1日 - 東京急行電鉄より京浜急行電鉄が分離、京急久里浜線の駅となる。
- 1954年（昭和29年）6月15日 - 久里浜線横須賀堀内駅（現・堀ノ内駅） - 当駅間が複線化。
- 1959年（昭和34年）3月15日 - 当駅 - 湘南久里浜駅（現・京急久里浜駅）間複線化。
- 1963年（昭和38年）11月1日 - 北久里浜駅に改称。
- 1985年（昭和60年）12月7日 - 新駅舎供用開始。
- 1999年（平成11年）7月31日 - 快特停車駅に格上げ。
- 2006年（平成18年）4月 - 跨線橋にエレベーター設置。

## 駅構造
相対式ホーム2面2線を有する地上駅で、駅舎と改札口は2番線側（西側）北寄りにあり、入口階段脇にはバリアフリー対策に高低差の非常に低いエレベーター(階段11段分)を設置している。両ホームは跨線橋で連絡しており、エレベーターが設置されている。ホーム全体が下り列車からみて左側にカーブを描いている。そのため、朝ラッシュ時には下りホームで立哨の駅員が配置される。なお、追浜駅とは違い、駅員は放送を用いての出発合図等は行わない。

### のりば
| 番線 | 路線     | 方向 | 行先                     |
| ---- | -------- | ---- | ------------------------ |
| 1    | 久里浜線 | 下り | 京急久里浜・三浦海岸方面 |
| 2    | 久里浜線 | 上り | 横浜・品川方面           |

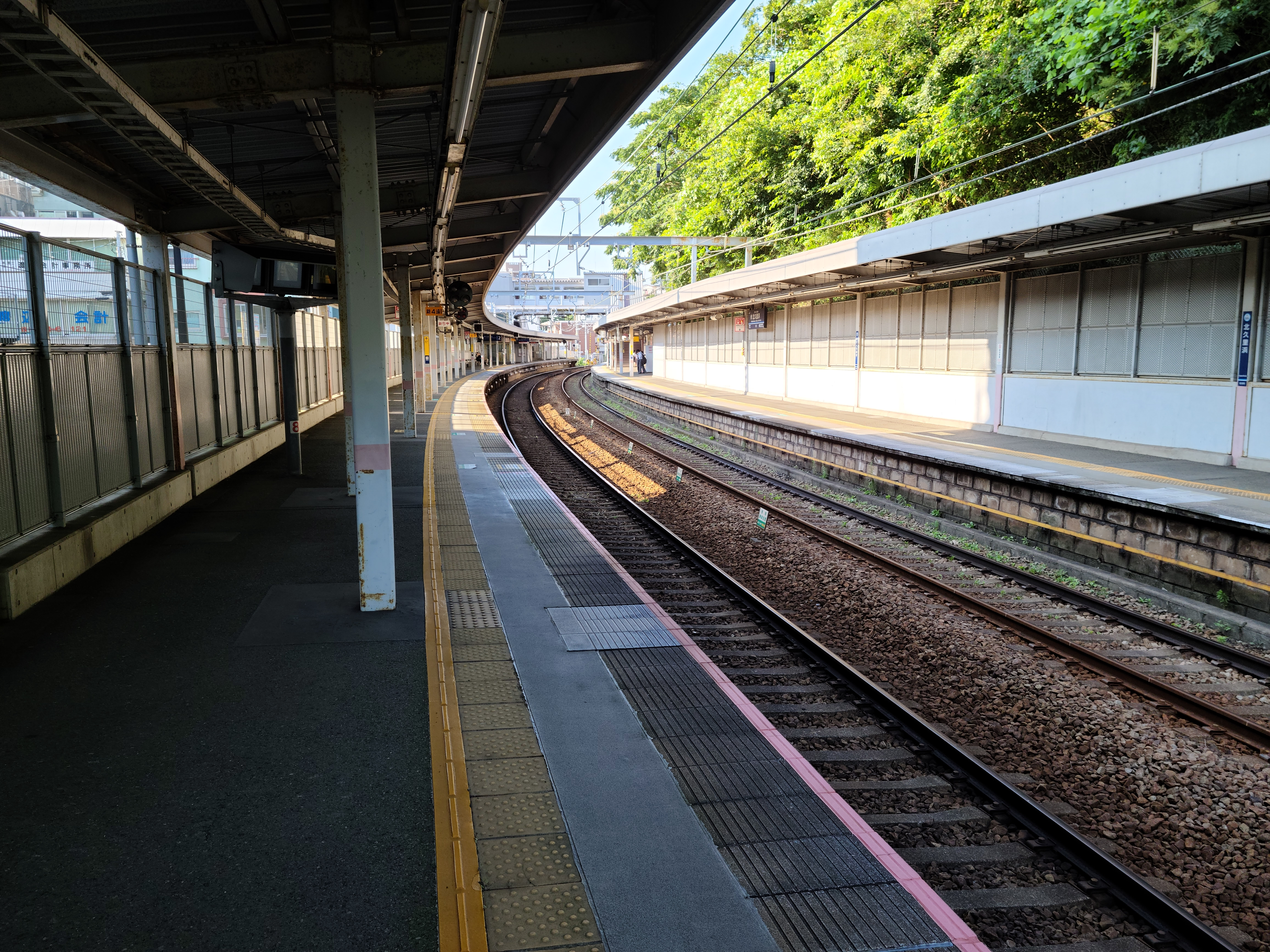
ホーム（2020年8月4日）
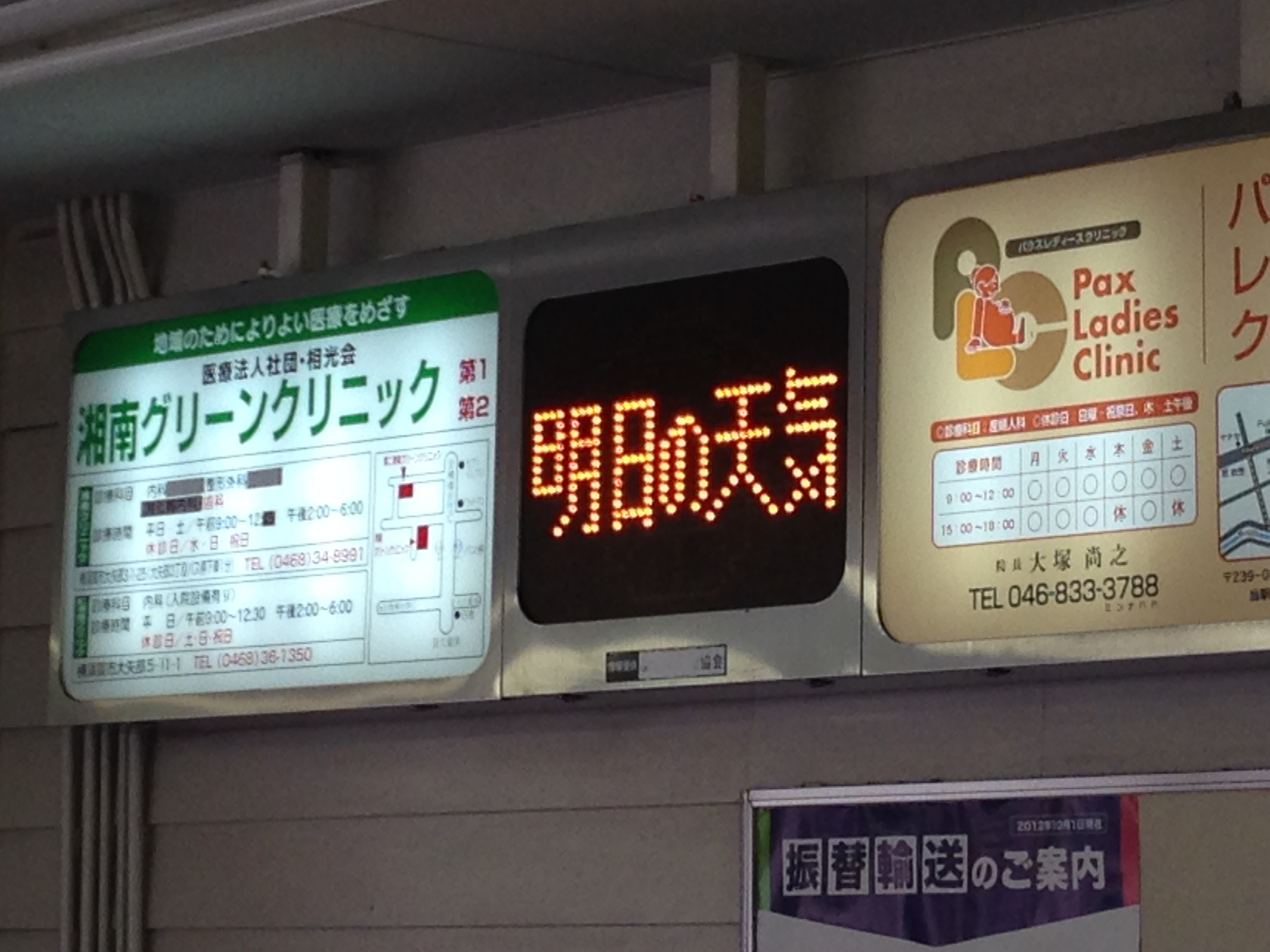
天気予報案内装置（現存しない）
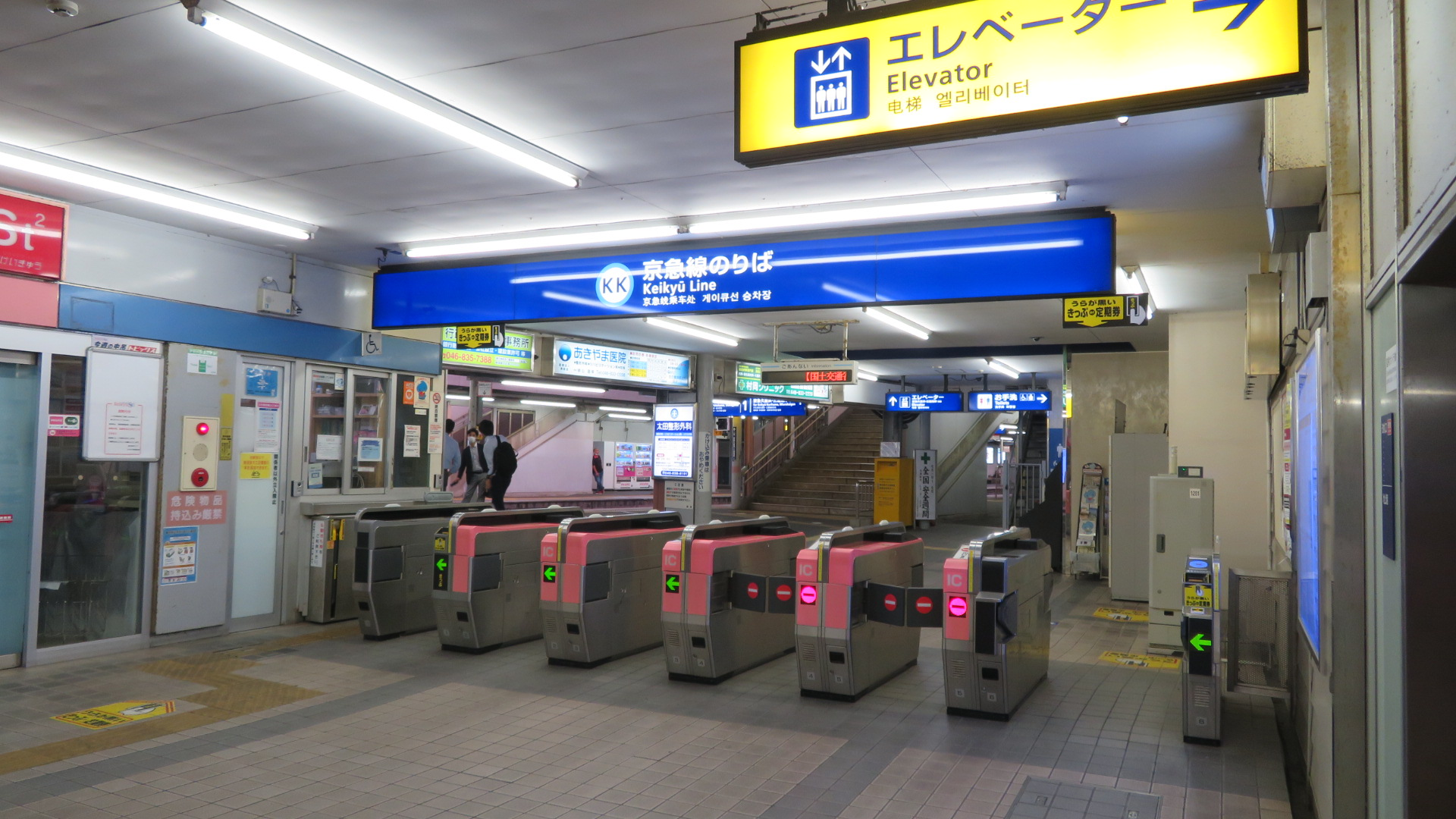
改札口(2020年6月23日)
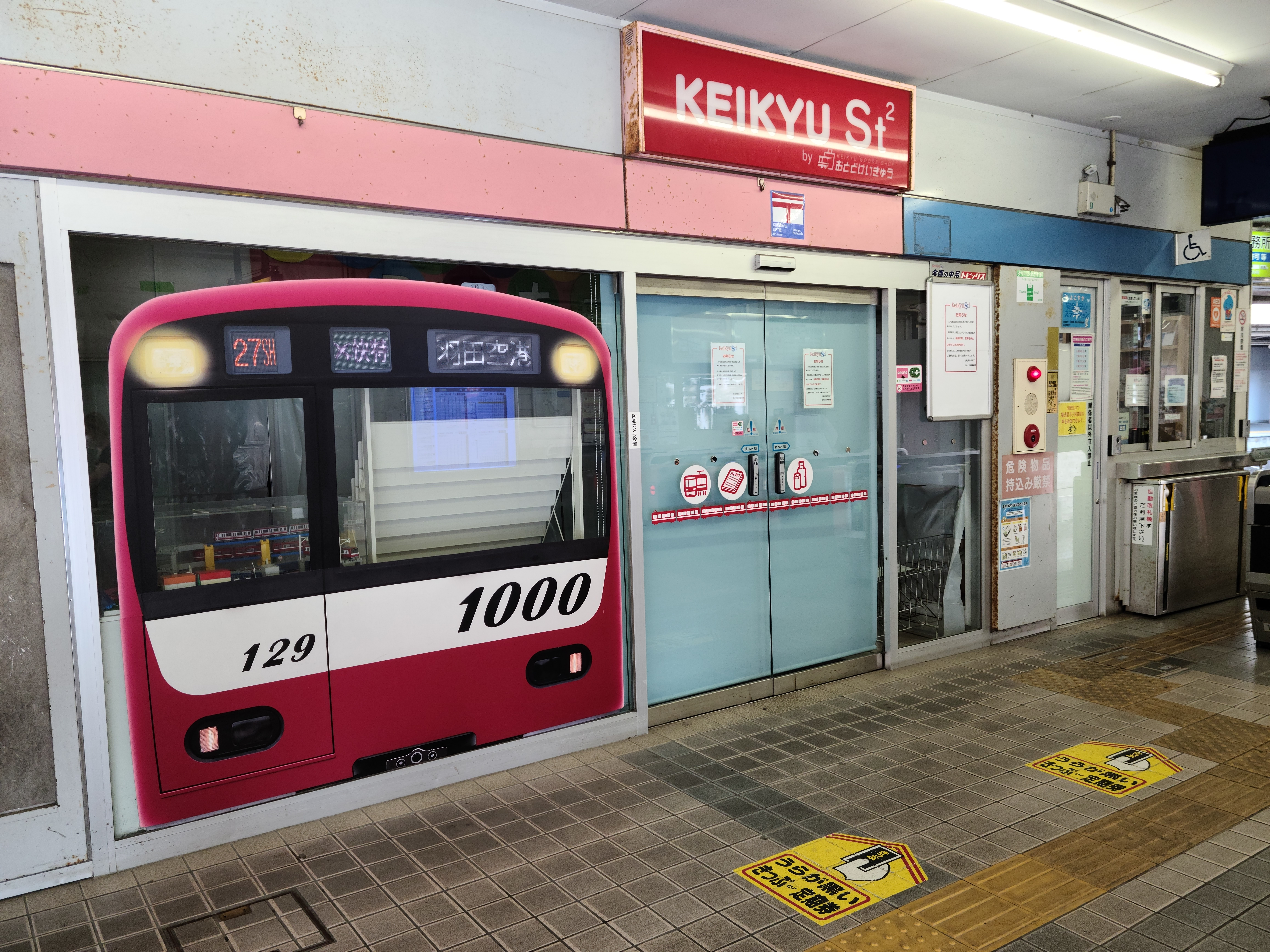
おとどけいきゅう(1129編成が目立つ)
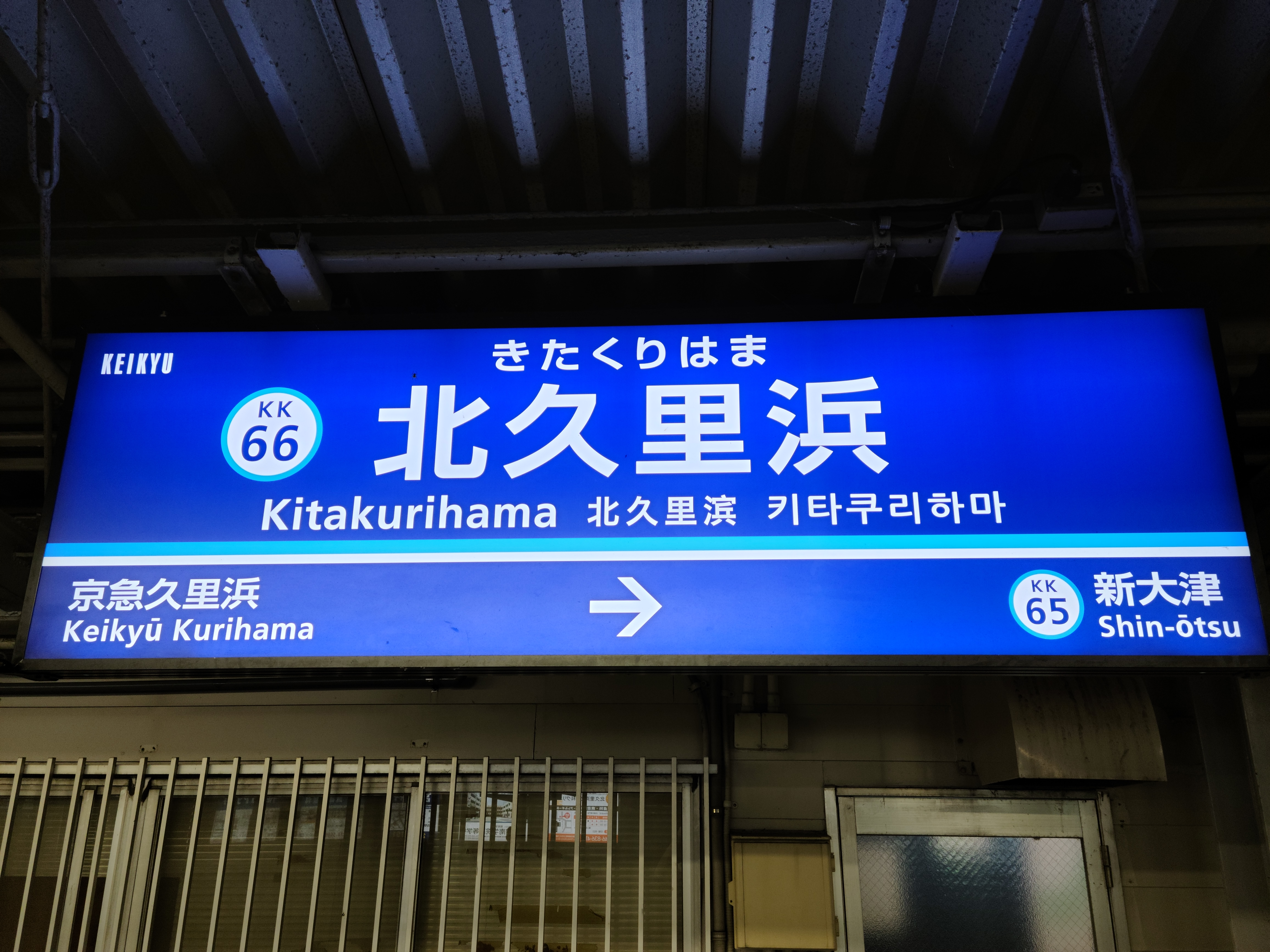
駅名標（2020年9月5日）

## 利用状況
2024年（令和6年）度の1日平均乗降人員は23,095人であり、京急線全72駅中25位。周辺住民の利用が中心だが、路線バスで近隣の住宅団地から利用客を集めており、久里浜線内では京急久里浜駅に次いで多い。
近年の1日平均乗車人員と乗降人員の推移は下記の通り。
| 年度               | 1日平均 乗降人員 | 1日平均 乗車人員 | 出典     |
| ------------------ | ---------------- | ---------------- | -------- |
| 1995年（平成07年） |                  | 14,733           | [ * 1 ]  |
| 1998年（平成10年） |                  | 13,143           | [ * 2 ]  |
| 1999年（平成11年） |                  | 13,125           | [ * 3 ]  |
| 2000年（平成12年） |                  | 13,513           | [ * 3 ]  |
| 2001年（平成13年） |                  | 13,315           | [ * 4 ]  |
| 2002年（平成14年） | 26,702           | 13,308           | [ * 5 ]  |
| 2003年（平成15年） | 26,334           | 13,016           | [ * 6 ]  |
| 2004年（平成16年） | 26,620           | 13,193           | [ * 7 ]  |
| 2005年（平成17年） | 26,628           | 13,215           | [ * 8 ]  |
| 2006年（平成18年） | 26,672           | 13,237           | [ * 9 ]  |
| 2007年（平成19年） | 26,457           | 13,104           | [ * 10 ] |
| 2008年（平成20年） | 26,283           | 13,064           | [ * 11 ] |
| 2009年（平成21年） | 25,857           | 12,831           | [ * 12 ] |
| 2010年（平成22年） | 25,188           | 12,499           | [ * 13 ] |
| 2011年（平成23年） | 24,970           | 12,367           | [ * 14 ] |
| 2012年（平成24年） | 25,196           | 12,485           | [ * 15 ] |
| 2013年（平成25年） | 27,332           | 13,543           | [ * 16 ] |
| 2014年（平成26年） | 27,085           | 13,427           | [ * 17 ] |
| 2015年（平成27年） | 27,581           | 13,646           | [ * 18 ] |
| 2016年（平成28年） | 27,261           | 13,496           | [ * 19 ] |
| 2017年（平成29年） | 26,595           | 13,281           | [ * 20 ] |
| 2018年（平成30年） | 26,105           | 13,027           | [ * 21 ] |
| 2019年（令和元年） | 25,627           | 12,651           | [ * 22 ] |
| 2020年（令和02年） | 19,909           |                  |          |
| 2021年（令和03年） | 21,129           |                  |          |
| 2022年（令和04年） | 22,245           |                  |          |
| 2023年（令和05年） | 22,913           |                  |          |
| 2024年（令和06年） | 23,095           |                  |          |

## 駅周辺
新大津付近から京急久里浜付近まで国道134号線が京急久里浜線と並行しており、当駅西側駅前を横切っている。駅前および駅から西に伸びる北久里浜商店会には以前は根岸公園付近まで各種商店が並んでいたが、2000年代ごろからは飲食店が中心となっている。駅東側は高台の住宅地となっている。横須賀線が平作川を挟んで京急久里浜駅付近まで並走するが、当駅から徒歩15分以内で連絡可能な駅はない。ちなみに横須賀線の周辺駅は、衣笠駅、久里浜駅が挙げられる。
- 根岸公園（交通公園、水泳プール）
- 北久里浜商店街
- 横浜銀行 北久里浜支店
- 湘南信用金庫 北久里浜支店
- かながわ信用金庫 北久里浜支店
- FUJI 北久里浜店
- スパーク 北久里浜店
- 湘南学院高等学校

## バス路線

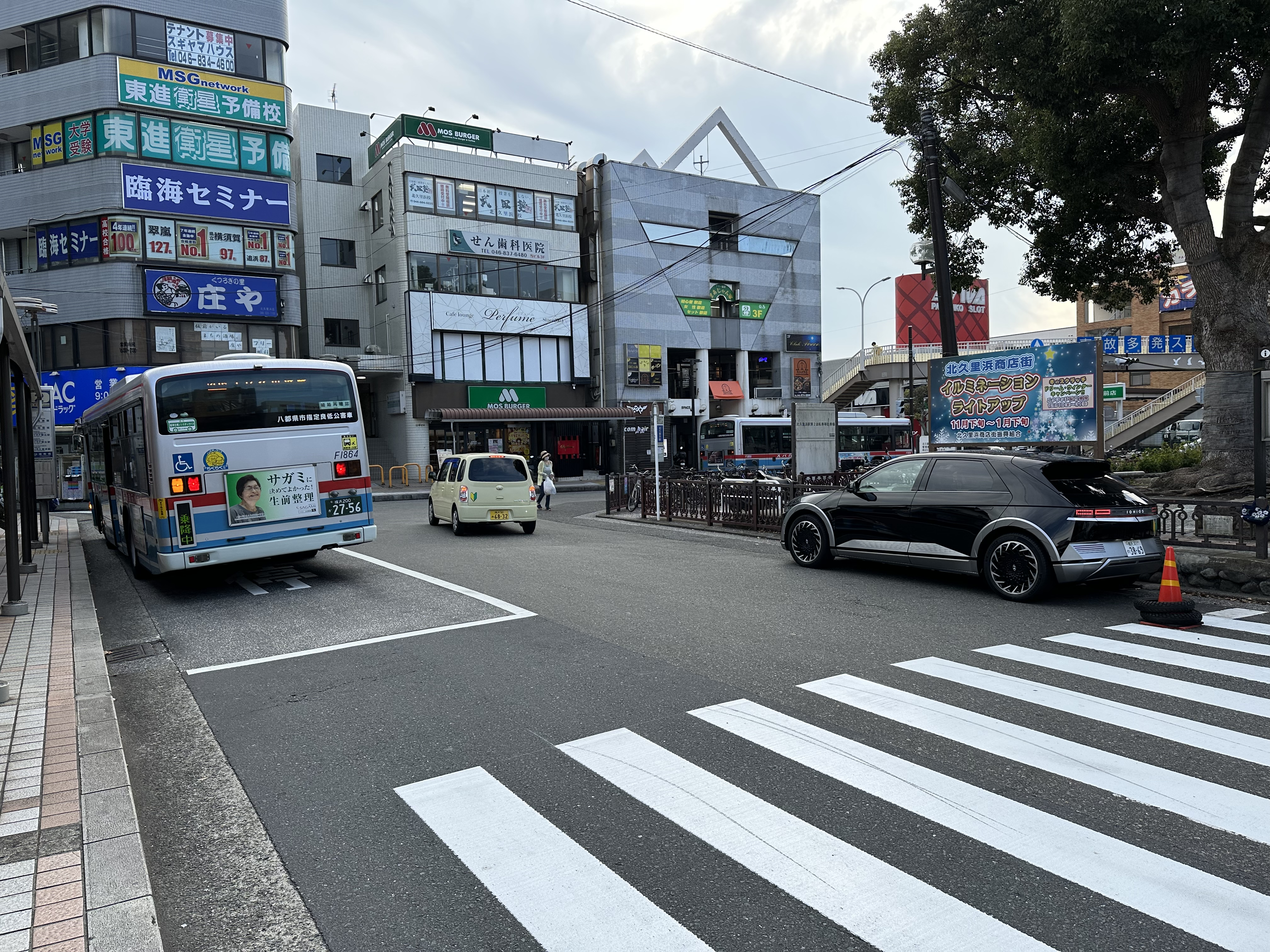
駅前ロータリー（2023年11月5日）

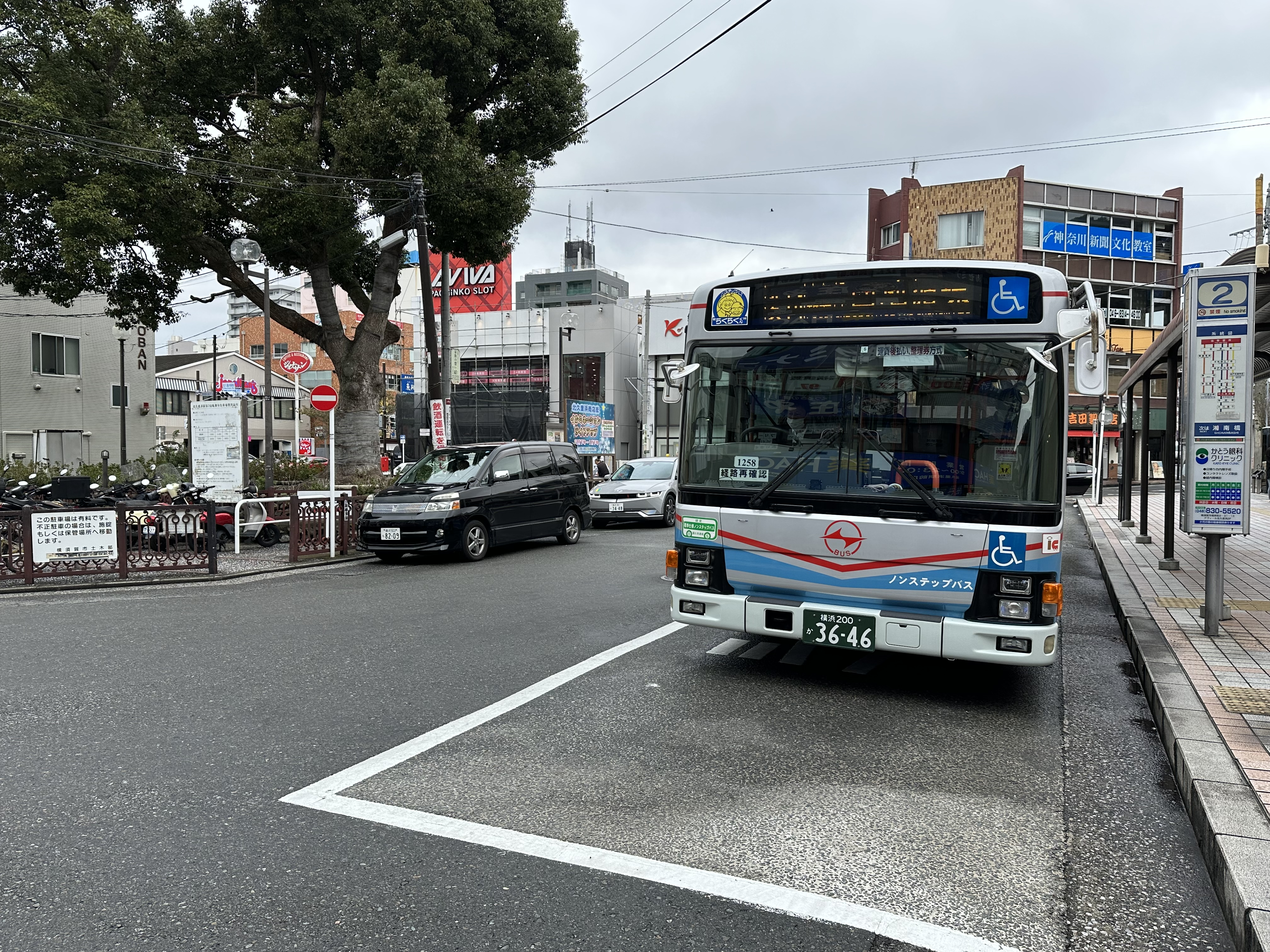
2番乗り場に停車中のバス（2023年11月12日）

京浜急行バスにより運行されている。近隣の住宅団地、近隣駅への路線が複数設定されており、列車と乗り継ぐ利用者も多い。発着する路線の詳細は京浜急行バス久里浜営業所を参照。
駅舎と国道134号線の間にロータリーがあり、バスターミナルとしての役割を果たしている。当駅を始発・終着とする系統が多いが、久里浜車庫への出入庫を兼ねてJR久里浜駅まで運行するものもある(系統番号が「久」のもの)。ロータリー内に1・2番乗り場と降車専用バス停が2つ、国道に面して3番乗り場が設置されている。
| 乗り場 | 系統   | 経由                                       | 行先             | 備考                |
| ------ | ------ | ------------------------------------------ | ---------------- | ------------------- |
| 1      | 北久17 | 森崎リアンシティ                           | 衣笠十字路       | 日中のみ            |
| 1      | 久17   | 森崎リアンシティ                           | 衣笠十字路       | 日中のみ            |
| 1      | 北久11 | 森崎市営住宅前                             | 森崎リアンシティ | 朝・17時以降に運行  |
| 1      | 久11   | 森崎市営住宅前                             | 森崎リアンシティ | 朝・17時以降に運行  |
| 2      | 北久14 | 大矢部・新岩戸団地循環                     | 北久里浜駅       |                     |
| 2      | 久14   | 大矢部・新岩戸団地循環                     | 北久里浜駅       |                     |
| 2      | 北久15 | 大矢部・新岩戸団地循環・北久里浜駅・池田町 | ＪＲ久里浜駅     | 北久里浜駅は2回通る |
| 2      | 北久18 | 大矢部・新岩戸団地循環・岩戸養護学校       | 北久里浜駅       | 平日4本のみ         |
| 2      | 北久16 | 大矢部・新岩戸団地                         | ＹＲＰ野比駅     |                     |
| 2      | 久16   | 大矢部・新岩戸団地                         | ＹＲＰ野比駅     |                     |
| 2      | 北久13 | 岩戸                                       | ＹＲＰ野比駅     |                     |
| 2      | 久13   | 岩戸                                       | ＹＲＰ野比駅     |                     |
| 2      | 久11   | 池田町                                     | ＪＲ久里浜駅     |                     |
| 2      | 久17   | 池田町                                     | ＪＲ久里浜駅     |                     |
| 2      | 久13   | 池田町                                     | ＪＲ久里浜駅     |                     |
| 2      | 久16   | 池田町                                     | ＪＲ久里浜駅     |                     |
| 3      | 北久12 | 久里浜工業団地・京急久里浜駅               | ＪＲ久里浜駅     |                     |

## 隣の駅
京浜急行電鉄
 久里浜線
- □「イブニング・ウィング号」停車駅（座席指定券不要）

■快特・■特急・■普通
新大津駅 (KK65) - 北久里浜駅 (KK66) - （久里浜工場信号所） - 京急久里浜駅 (KK67)
- 当駅 - 京急久里浜駅間の営業キロは、京急としては最長の2.8 kmである[5]。